# Negação plausível
Negação plausível (em inglês: plausible deniability) é um termo criado pela CIA durante o governo de John F. Kennedy para descrever o poder que a instituição tem para negar qualquer envolvimento com escândalos durante a sua administração.
Em uma negação plausível, todo escândalo ocorre por conta do agente, livrando os superiores da culpa pelo incidente.